# The War Wagon
 The War Wagon és un western de 1967 dirigit per Burt Kennedy i protagonitzat per Kirk Douglas i John Wayne.

## Argument
El granger Taw Jackson (John Wayne) és disparat per un pistoler, Lomax (Kirk Douglas), i empresonat equivocadament. La seva terra i propietat són llavors confiscades pel corrupte home de negocis Frank Pierce (Bruce Cabot) que sap que hi ha or en el ranxo de Jackson, i havia contractat Lomax per disparar Taw. Alliberat aviat de la presó, Jackson tanca un tracte amb Lomax per aliar-se contra Pierce. Junts, conspiren per robar un carregament d'or que es transporta en un "vagó blindat", fortament blindat armat amb una metralladora muntada en una torreta. Reuneixen una banda i planegen robar el vagó en el punt més dèbil de la ruta. Les coses no funcionen massa com havien estat planejades. Pierce mor en un tiroteig amb un dels seus propis homes que intenta escapar-se del vagó de guerra. Taw encara aconsegueix recobrar una part de la tramesa d'or.

## Repartiment
- John Wayne: Taw Jackson
- Kirk Douglas: Lomax
- Howard Keel: Levi Walking Bear
- Robert Walker: Billy Hyatt
- Keenan Wynn: Wes Fletcher
- Bruce Cabot: Frank Pierce
- Joanna Barnes: Lola
- Valora Noland: Kate Fletcher
- Bruce Dern: Hammond
- Gene Evans: Hoag
- Terry Wilson: Xèrif Strike
- Don Collier: Shack
- Sheb Wooley: Snyder
- Ann McCrea: Felicia
- Emilio Fernandez: Calito
- Frank McGrath: Bartender
- Chuck Robertson: Brown
- Red Morgan: Early
- Hal Needham: Hite
- Marco Antonio: Wild Horse
- Perla Walters: Rosita

## Al voltant de la pel·lícula
- John Wayne i Kirk Douglas han rodat igualment junts a L'ombra d'un gegant i Primera Victòria d'Otto Preminger.